# Herbert John Ryser
Pour les articles homonymes, voir Ryser.
Herbert John Ryser, né le 28 juillet 1923 à Milwaukee et mort le 12 juillet 1985 à Pasadena, est un mathématicien, considéré comme l'un des acteurs majeurs en combinatoire du 20e siècle,. Il est auteur ou coauteur du théorème de Bruck-Ryser-Chowla et de la formule de Ryser pour le calcul du permanent d'une matrice, et il est connu pour son traité de combinatoire.

## Biographie
Ryser obtient successivement un B. A. (1945), un M. A. (1947), puis un Ph. D. (1948) à l'Université du Wisconsin à Madison. Sa thèse de doctorat intitulée « Rational Vector Spaces » est supervisée par Cornelius Joseph Everett Jr. et Cyrus Colton MacDuffee.
Ryser passe l'année 1948-1949 à l'Institute for Advanced Study, puis rejoint l'Université d'État de l'Ohio comme professeur associé, puis comme professeur à partir de 1955. En 1962, il est professeur à l'Université de Syracuse, et en 1967 au California Institute of Technology; il est mort juste avant de devenir professeur émérite en 1985. Il était réputé excellent enseignant et a reçu le prix de l'association des étudiants de Caltech en 1976 et 1984.
Parmi ses étudiants, il y a Richard A. Brualdi, Clement W. H. Lam, et Marion Tinsley.

## Contributions scientifiques
Ryser a contribué à la théorie des plans en blocs, aux systèmes d'ensembles (en), au calcul du permanent, de fonctions combinatoires et de nombreux autres sujets en combinatoire.
En 1949 il démontre avec Richard Bruck le théorème de Bruck-Ryser-Chowla sur l'existence de plans projectifs finis, étendu par lui et Sarvadaman Chowla en 1950 à d'autres block design symétriques. C'est toujours le seul théorème général d'existence de certains plans projectifs finis. En 1982, il donne une démonstration simplifiée du théorème, approximativement en même temps Hanfried Lenz.
Herbert Ryser était en 1970 conférencier invité au Congrès international des mathématiciens de Nice (« New types of combinatorial designs ») et en 1962 à Stockholm (« The {\displaystyle \alpha } width of a (0,1) matrix », avec Delbert Ray Fulkerson).
Ryser est longtemps éditeur des journaux Journal of Combinatorial Theory, Linear and Multilinear Algebra, et Journal of Algebra. Avec une donation de Ryser est créé un fond pour financer des bourses de premier cycle en mathématiques à Caltech, connues sous le nom de « H. J. Ryser Scholarships ». Deux numéros spéciaux du Journal of Combinatorial Theory, Series A (volume 47, numéros 1 et 2) sont consacrés à Ryser après son décès.

## Livres
- Herbert J. Ryser, Combinatorial Mathematics, Mathematical Association of America, coll. « Carus Mathematical Monographs » (no 14), 1963, 154 p. (ISBN 0-88385-014-1). — Plusieurs réimpressions, et traductions notamment en russe, français (Mathématiques combinatoires, trad. Paul Camion, Dunod, Paris 1969) et chinois.
- Richard A. Brualdi et Herbert J. Ryser, Combinatorial Matrix Theory, Cambridge University Press, 1991, 367 p. (ISBN 978-0-521-32265-2, lire en ligne)

## Articles (sélection)
- Herbert J. Ryser, « Combinatorial properties of matrices of zeros and ones », Classic Papers in Combinatorics,‎ 1987, p. 269–275 (DOI 10.1007/978-0-8176-4842-8_18, lire en ligne)
- R. H. Bruck et Herbert J. Ryser, « The non-existence of certain finite projective planes », Canadian Journal of Mathematics,‎ 1949, p. 88–93 (DOI 10.4153/cjm-1949-009-2, lire en ligne)
- Herbert J. Ryser, « A combinatorial theorem with an application to Latin rectangles », American Mathematical Society, vol. 2, no 4,‎ août 1951, p. 550–552 (DOI 10.1090/s0002-9939-1951-0042361-0, lire en ligne)